# 利瓦尼站
利瓦尼站是位于拉脱维亚东南部拉特加尔地区利瓦尼镇的火车站，里加-陶格夫匹尔斯铁路线经过该站。